# Pirosulfat de potasiu
Pirosulfatul de potasiu (denumit și disulfat de potasiu) este un compus anorganic cu formula chimică K2S2O7. Este un compus alb, hidrosolubil.

## Obținere și proprietăți
Pirosulfatul de potasiu se obține prin descompunerea termică a bisulfatului de potasiu:
{\displaystyle {\ce {2 KHSO4 -> K2S2O7 + H2O}}}
La temperaturi mai mari de 600 °C, pirosulfatul de potasiu se transformă în sulfat de potasiu și trioxid de sulf:
{\displaystyle {\ce {K2S2O7 -> K2SO4 + SO3}}}